# Dasybasis schajovskoyi
Dasybasis schajovskoyi är en tvåvingeart som beskrevs av Coscaron 1974. Dasybasis schajovskoyi ingår i släktet Dasybasis och familjen bromsar. Inga underarter finns listade i Catalogue of Life.